# 신용협동조합
신용협동조합(信用協同組合, Credit Union)은 공동유대를 가진 사람들끼리 금융의 문제를 해결하기 위해서 자발적으로 조직한 금융협동조합으로서, 흔히 신협(信協)으로 약칭한다. 신용협동조합 운동은 1849년 독일에서 시작되어 1866년 이탈리아, 1900년 캐나다, 1909년 미국 등 전 세계로 퍼져 나갔다. 2016년말 현재 세계신협협의회(WOCCU)에는 109개국 68,882개의 신협이 있으며, 이를 통해 2억 3,576만 명의 조합원이 1조 7,646억 달러(2,048조원)의 자산을 조성, 세계 최대의 민간 협동조합으로 성장했다.
한국신협은 조합원수(898만명)와 자산 규모(82조원)면에서 세계 신협들 중 미국, 캐나다, 호주에 이어 세계 4위의 규모이다.

## 신협운동

### 유럽의 신협운동

#### 신협운동의 창시
- 신협운동이 태동하던 18·19세기의 유럽은 중세봉건사회에서 농업혁명[6]과 산업혁명[7]을 거치면서 기술의 발달과 생산관계의 변화[8]를 가져와 자본주의사회로 탈바꿈하게 된다. 이러한 사회적 변혁기에 일부 사상가들은 산업혁명으로 발생한 사회문제가 자본주의 모순에서 빚어진 산물이라 판단하고 사적 생산수단을 부정하고 이를 공유로 바꿈으로써 누구나 일자리를 가지고 공평한 생활을 누리려면 사회주의 국가 건설이 불가피하다는 사상을 전개하였다. 그들중에서 공상적 사회주의(유토피아 사회주의)자로 불렸던 로버트 오웬(Robert Owen, 1771년 ~ 1858년), 쌩 시몽(Saint Simon, 1760년 ~ 1825년), 샤를르 푸리에(Charles Fourier, 1772년 ~ 1837년)는 자본주의의 모순을 이상사회(유토피아)를 통해 극복하려 하였다. 그들의 사상은 협동조합과 노동조합 운동으로 발전하였다. 이러한 사상을 바탕으로 협동조합 운동의 선구자적 역할을 한 나라들은 영국, 프랑스, 독일이다.
- 영국에서는 로치데일공정개척자조합[9]을 효시로한 소비자협동조합이 설립되었다.
- 프랑스에서는 노동자생산조합운동이 일어났으며 이는 오늘날 생산자협동조합운동으로 발전하였다.
- 독일은 영국이나 프랑스보다는 뒤늦은 산업화 과정이 시작되어 1840년대에 이르러서야 수공업에서 대공장공업으로 전환되는데 이 과정에서 자본주의로의 전환이 영국이나 프랑스처럼 자유로운 자연농민층이 주체가 되어 아래로부터 이루어진 것이 아니라 봉건적 토지소유자가 지배 권력자와 야합하여 위로부터 개혁이 이루어진 결과 도시의 영세 독립 소생산자들과 농촌의 소작농들은 불가피하게 상업자본가의 고리채에 의존해야 했고, 경제적으로 수탈당하였다. 이에 대응하여 고리채문제를 자율적으로 해결하기 위한 신용협동조합 운동이 라이파이젠(Frederich Wilhelm Raffeisen, 1818년 ~ 1888년), 슐체 델리취(Hermann Schulze Delitzh, 1808년 ~ 1883년, 윌리암 하스(William Hass, 1839년 ~ 1913년와 같은 협동조합 선구자들에 의해 전개되었다. 이들은 각기 나름대로의 사상을 가지고 신협운동을 전개하였는데,
  - 슐체계 신협 : 도시의 영세 소상공인에 의해 설립된 대부조합을 토대로 발전한 슐체계 신협은 이들의 경제적 사회적 지위를 향상하는데 목적을 두어 당시 현실에 부합될 수 있는 실리적인 면이 반영되어 있다.
  - 라이파이젠계 신협 : 농촌의 자연마을을 중심으로 설립된 라이파이젠계 신협은 농민 조합원을 위한 윤리적, 도덕적인 면을 강조하였다. 따라서 도시 중심의 순수한 경제단체로서의 성격이 강한 술체계 신협과는 대조적인 면이 많다.
  - 하스계 신협 : 농촌지역에서 라이파이젠계의 신협이 종교적, 윤리적 색체를 강하게 나타내었기 때문에 하스계 신협은 이를 배제하고 별도로 조직하였다. 즉 라이파이젠계와 술체계 신협의 원칙 중 현실적으로 적절한 장점만을 채택하여 원칙으로 정하였다.
- 신협운동은 처음에는 자선적, 구빈적 단체로서 시작하여 자조원칙과 연대책임의 협동조합으로 발전시켰으며, 라이파이젠계나 술체계의 조합이 똑같이 공동유대적 자조정신의 토대 위에서 창설하였다.

#### 신협운동의 전파
독일에서 시작된 신협운동은 전 유럽에 많은 영향을 주었다.
- 이탈리아에서는 1866년 루자티(Luiqi Luzzatti, 1841년 ~ 1927년)에 의하여 밀라노에 첫 신협이 설립되었다. 루자티의 신협은 슐체형으로 주로 도시 중심의 소시민을 위한 금융기관으로 발전하였으나, 농민들에 대해서도 중요한 역할을 하였다. 1883년에는 볼렘보르그(Leone Wollemborg, 1859년 ~ 1932년)가 라이파이젠계 신협을 농촌에 설립하였고, 1893년에는 협동조합 중앙회가 조직되었다.
- 프랑스에서는 1880년대에 슐체계 신협이, 1890년대에는 라이파이젠계 신협이 설립되었는데 크게 발전하지는 못하였다. 당시 프랑스의 신협운동은 농업노조활동인 쌩디카 운동에 의해 주도되었는데, 이들 농업쌩디카가 정부자금의 원조를 주축으로 하는 정부에 의한 조합 조직으로 변해갔기 때문이다.

### 북미의 신협운동
- 캐나다의 신협운동
- 미국의 신협운동

### 아시아의 신협운동

#### 일본의 신협운동
일본의 신용협동조합은 1954년 3월 29일에 설립되었으며, 본점은 도쿄도 주오구에 위치한다. 2009년 3월 현재 일본의 신용협동조합의 출자금 규모는 538억 엔 정도이며, 총자산의 규모는 3조 7,328억 엔에 달한다. 순자산 규모는 2009년 3월 현재 1,226억 엔에 달하는 것으로 파악되고 있다.
일본 역시 대한민국의 신협중앙회 같은 조직으로써 전국 신용협동조합 연합회(약칭：전신용조합련)을 구성하여 운영하고 있으며, 전신용조합련에는 162개의 신용협동조합이 가입되어 있다. 2009년 현재 일본의 신용협동조합은 전국적으로 1,785개의 점포수를 가지고 있다.

#### 대한민국의 신협운동
한국에서는 1907년 금융조합이 설립되어 신협과 비슷한 업무를 했지만 1956년 농업은행의 설립으로 해산되었고, 1960년 5월 메리 가브리엘라(Mary Gabriella, 펜실베이니아주 스크랜턴, 1900 ~ 뉴욕주 Maryknoll, 1993) 수녀가 메리놀 병원에서 메리놀 병원, 성분도 병원, 가톨릭 구제회의 임직원들을 주축으로 최초의 신협인 성가신용협동조합을 창립하였고, 같은해 6월 서울에서는 장대익 신부가 '협동 경제연구회'를 중심으로 결성된 가톨릭 중앙신용협동조합을 발족하면서 시작되었으며 가톨릭 개신교에 치우쳤지만 뒷날 불교 원불교에서도 신협이 설립됐다.

### 신협운동의 정신
- 자조, 자립, 협동

### 신협운동3대실천운동
- 잘살기 위한 경제운동
- 사회를 밝힐 교육운동
- 더불어 사는 윤리운동

### 사용가능한 지역
- 서울,인천,충청,대구,제주,울산은 전지역
- 일부지역 제외
- 강원,영남:인제,군위,문경,상주,영양,울릉,울진,기장,사천,산청,양산 제외
- 호남:임실,곡성구례,신안,장흥 제외
- 전체 지점 1565개

## 같이 보기
- 자본시장